# Joseph Mwepu Ilunga
Joseph Mwepu Ilunga (Congo belga, 22 agosto 1949 – Kinshasa, 8 maggio 2015) è stato un calciatore della Repubblica Democratica del Congo, di ruolo difensore.
Suo malgrado, Mwepu è entrato nell'immaginario collettivo a seguito di un episodio durante la partita tra lo Zaire e il Brasile, valida per la fase ai gironi del Mondiale 1974.
Durante la partita, col Brasile che vinceva per 3-0, ci fu una punizione per la squadra verdeoro. Mwepu ed altri stavano in barriera, e pochi istanti prima che l'arbitro fischiasse e Rivelino tirasse, Mwepu si staccò dalla barriera lanciando il pallone lontano (si disse che "batté la punizione al contrario") venendo poi ammonito. 
Il motivo di questo gesto fu che il dittatore dello Zaire Mobutu Sese Seko minacciò di morte i giocatori se avessero perso con più di tre reti di scarto, e il giocatore sperò in questo modo — e ottenne — di salvare la propria vita e quella dei compagni. La punizione, poi ribattuta, finì contro la barriera.

## Biografia
È scomparso nel 2015 all'età di 65 anni dopo una lunga malattia.

## Carriera
Terzino destro proveniente dalle giovanili del Cercle Sportif Don Bosco de Lubumbashi, giocò dal 1969 al 1980 nella squadra di calcio del Tout Puissant Mazembe nello Zaire, con cui vinse la Coppa dei Campioni d'Africa del 1967 e 1968 (all'epoca la squadra si chiamava TP Englebert).
Con la Nazionale di calcio dello Zaire vinse la Coppa delle nazioni africane 1974 e partecipò al Mondiale dello stesso anno dove lo si ricorda per due episodi particolari. Durante la partita contro la Jugoslavia (persa con il risultato finale di 9-0), il quarto gol venne realizzato Josip Katalinski in netto fuorigiuoco, ma non rilevato dalla terna arbitrale: Mwepu Ilunga corse allora indignato verso l'arbitro colombiano Omar Delgado, rifilandogli da dietro un calcio nel sedere; non avendo visto il suo aggressore, nel parapiglia l'arbitro espulse per errore Mulamba Ndaye. Durante la successiva partita contro il Brasile, ultima del Gruppo B, all'85º minuto, sul risultato di 3-0 per i brasiliani, era stata assegnata una punizione proprio ai sudamericani che avrebbe dovuto battere Rivelino; al momento del fischio, Mwepu uscì dalla barriera calciando via il pallone, venendo poi ammonito dall'arbitro. La partita finì 3-0 e gli africani tornarono a casa senza punti per via della sconfitta col Brasile, con la Scozia (2-0) e con la Jugoslavia (9-0).
L'azione di Mwepu, apparentemente inspiegabile e considerata comica, venne chiarita dallo stesso difensore solo nel 2002: era in realtà legata ad una situazione drammatica che stavano vivendo i giocatori africani, dopo le precedenti sconfitte rimediate ai Mondiali, il dittatore Mobutu gli aveva intimato che nel caso in cui il Brasile avesse vinto con un risultato superiore al 3-0, i giocatori e le loro famiglie sarebbero stati uccisi.

## Statistiche

### Cronologia presenze e reti in nazionale
| Cronologia completa delle presenze e delle reti in nazionale ― Zaire | Cronologia completa delle presenze e delle reti in nazionale ― Zaire | Cronologia completa delle presenze e delle reti in nazionale ― Zaire | Cronologia completa delle presenze e delle reti in nazionale ― Zaire | Cronologia completa delle presenze e delle reti in nazionale ― Zaire | Cronologia completa delle presenze e delle reti in nazionale ― Zaire | Cronologia completa delle presenze e delle reti in nazionale ― Zaire | Cronologia completa delle presenze e delle reti in nazionale ― Zaire |
| Data                                                                 | Città                                                                | In casa                                                              | Risultato                                                            | Ospiti                                                               | Competizione                                                         | Reti                                                                 | Note                                                                 |
| -------------------------------------------------------------------- | -------------------------------------------------------------------- | -------------------------------------------------------------------- | -------------------------------------------------------------------- | -------------------------------------------------------------------- | -------------------------------------------------------------------- | -------------------------------------------------------------------- | -------------------------------------------------------------------- |
| 27-2-1973                                                            | Kinshasa                                                             | Zaire                                                                | 2 – 0                                                                | Camerun                                                              | Qual. Coppa d'Africa 1974                                            | -                                                                    |                                                                      |
| 5-8-1973                                                             | Accra                                                                | Ghana                                                                | 1 – 0                                                                | Zaire                                                                | Qual. Coppa d'Africa 1974                                            | -                                                                    |                                                                      |
| 19-8-1973                                                            | Kinshasa                                                             | Zaire                                                                | 4 – 1                                                                | Ghana                                                                | Qual. Coppa d'Africa 1974                                            | -                                                                    |                                                                      |
| 4-11-1973                                                            | Lusaka                                                               | Zambia                                                               | 0 – 2                                                                | Zaire                                                                | Qual. Coppa d'Africa 1974                                            | -                                                                    |                                                                      |
| 18-11-1973                                                           | Kinshasa                                                             | Zaire                                                                | 2 – 1                                                                | Zambia                                                               | Qual. Coppa d'Africa 1974                                            | -                                                                    |                                                                      |
| 9-12-1973                                                            | Kinshasa                                                             | Zaire                                                                | 3 – 0                                                                | Marocco                                                              | Qual. Coppa d'Africa 1974                                            | -                                                                    |                                                                      |
| 9-4-1974                                                             | Il Cairo                                                             | Egitto                                                               | 2 – 3                                                                | Zaire                                                                | Coppa d'Africa 1974 - Semifinale                                     | -                                                                    |                                                                      |
| 14-6-1974                                                            | Dortmund                                                             | Zaire                                                                | 0 – 2                                                                | Scozia                                                               | Mondiali 1974                                                        | -                                                                    |                                                                      |
| 18-6-1974                                                            | Gelsenkirchen                                                        | Jugoslavia                                                           | 9 – 0                                                                | Zaire                                                                | Mondiali 1974                                                        | -                                                                    |                                                                      |
| 22-6-1974                                                            | Gelsenkirchen                                                        | Zaire                                                                | 0 – 3                                                                | Brasile                                                              | Mondiali 1974                                                        | -                                                                    | 78’                                                                  |
| Totale                                                               |                                                                      | Presenze                                                             | 10                                                                   |                                                                      | Reti                                                                 | 0                                                                    |                                                                      |

## Palmarès

### Club

#### Competizioni nazionali
- Linafoot: 2

Mazembe: 1969, 1976
- Coupe de République démocratique du Congo: 2

Mazembe: 1976, 1979

#### Competizioni internazionali
- CAF Champions League: 2

Mazembe: 1967, 1968
- Coppa delle Coppe d'Africa: 1

Mazembe: 1980

### Nazionale
- Coppa d'Africa: 1

Egitto 1974

### Videografia
- Federico Ferri, Federico Buffa, Storie Mondiali: Arancia Meccanica (1974), Sky Sport, 2014.